# Сутоки (городской округ Шаховская)
Сутоки — деревня в городском округе Шаховская Московской области.

## Население
| 1859 | 1926 | 2002 | 2006 | 2010 |
| ---- | ---- | ---- | ---- | ---- |
| 104  | ↘91  | ↘8   | ↘5   | ↘4   |

## География
Деревня расположена в центральной части округа, примерно в 8 км к югу от райцентра Шаховская, на северном берегу Верхнерузского водохранилища, высота центра над уровнем моря 215 м. Ближайшие населённые пункты — Щемелинки к северо-западу, за заливом водохранилища (бывшая долина реки Белой) и Черленково на востоке.
В деревне 5 улиц: Инноваторов, Красногорская, Окружные улица и переулок и Цветочная.

## Исторические сведения
В 1769 году Сутоки — деревня Хованского стана Волоколамского уезда Московской губернии, владение бригадира Федора Ивановича Дмитриева-Мамонова. К деревне относилось 165 десятин 2104 сажени пашни и 48 душ.
В середине XIX века деревня относилась к 1-му стану Волоколамского уезда и принадлежала княгине Настасье Федоровне Вреде. В деревне было 15 дворов, крестьян 60 душ мужского пола и 65 душ женского.
В «Списке населённых мест» 1862 года — владельческая деревня 1-го стана Волоколамского уезда Московской губернии по левую сторону Московского тракта, шедшего от границы Зубцовского уезда на город Волоколамск, в 33 верстах от уездного города, при реке Рузе, с 16 дворами и 104 жителями (48 мужчин, 56 женщин).
По данным на 1890 год входила в состав Муриковской волости, число душ мужского пола составляло 29 человек.
В 1913 году — 13 дворов.
Постановлением президиума Моссовета от 24 марта 1924 года Муриковская волость была включена в состав Судисловской волости.
По материалам Всесоюзной переписи населения 1926 года — деревня Обуховского сельсовета, проживал 91 человек (45 мужчин, 46 женщин), насчитывалось 15 крестьянских хозяйств.
С 1929 года — населённый пункт в составе Шаховского района Московской области.
1994—1995 гг. — деревня Черленковского сельского округа Шаховского района.
1995—2006 гг. — деревня Серединского сельского округа Шаховского района.
2006—2015 гг. — деревня сельского поселения Степаньковское Шаховского района.
2015 г. — н. в. — деревня городского округа Шаховская Московской области.